# Edward Mounier Boxer
Edward Mounier Boxer (Februar 1822 in Dover – 2. Januar 1898 in Ryde auf Isle of Wight) war ein britischer Offizier und Erfinder auf dem Gebiet der Waffentechnik. Er verbesserte unter anderem Zünder und Granaten; bekannt ist er vor allem für die Erfindung der nach ihm benannten Boxerzündung bei Zentralfeuerpatronen.

## Leben
Edward Mounier Boxers Vater war der Admiral der Royal Navy Edward Boxer. Mit fünfzehn Jahren ging Boxer als Kadett zur British Army und schloss die Ausbildung 1839 ab. Ursprünglich wollte er den Royal Engineers, dem Ingenieurkorps, beitreten. Stattdessen wurde er im Dezember 1839 in den Dienst der Royal Artillery, der Artillerietruppe, gestellt. Von 1841 bis 1842 war er auf Malta stationiert. Im Jahre 1843 heiratete Boxer als junger Offizier Eleanor Charlotte Frances Payne, die Tochter eines Offiziers der Royal Artillery. Ab 1847 war er Ausbilder für Festungsbau an der Royal Military Academy Woolwich. Früh in seiner Laufbahn interessierte er sich für Verbesserungen an der Waffentechnik, auch wenn wegen der relativ langen Friedensperiode die Unterstützung des Militärs gering ausfiel. In seiner Rolle als Ausbilder schrieb ein Standardwerk über die Artillerie. Noch aus Ausbilder, fertigte er aus eigener Initiative tausende nach seinem Entwurf verbesserter Schrapnellgranaten. Spätestens jetzt wurden seine Fähigkeiten erkannt. Am 13. April 1854 wurde er Feuerwerker im Munitionslabor Royal Laboratories des Royal Arsenal in London. Sein technisches Verständnis führte dazu, dass er im Juni 1855 die Leitung über die Royal Laboratories übernahm. Er errichtete neue Produktionsanlagen, etablierte eine Gießerei und trieb die Mechanisierung voran. Zudem war er Mitglied des „Ordnance Select Committee“, eines Ausschusses für Beschaffung der Bewaffnung für die British Army. 1868 wurde er zum Oberst (Colonel) befördert.
Boxer geriet in Streit mit dem War Office ob er seine Patente überhaupt anmelden durfte bzw. ob er finanziellen Profit aus diesen schlagen dürfe. Die Erfindungen hätte er in seiner Dienstpflicht als Leiter des Munitionslabors gemacht (Arbeitnehmererfindung). Der Disput war schon unter dem Kriegsminister John Pakington vorhanden. Für seine frühen Erfindungen zur Zeit des Krimkrieges bekam Boxer 1857 von War Office eine finanzielle Entlohnung. Doch für späte Erfindungen lehnte das War Office es ab Boxer zusätzlich zu seinem Gehalt zu entlohnen. Boxer einigte sich darauf direkt mit dem Munitionshersteller Eley Brothers auf Lizenzgebühren. Dieses war dem Kriegsministerium ein Dorn im Auge. Das War Office schlug Boxer eine Gehaltserhöhung vor, wenn er auf die Lizenzgebühren verzichten würde. Boxer schlug den Vorschlag aus. Der Streit eskalierte unter dem nächsten britischen Kriegsminister Edward Cardwell als dieser Boxer nach den Lizenzgebühren von Eley Brothers befragte. Boxer vertrat die Ansicht, seine Patente und die Gewinne daraus seien Privatsache. Cardwell fasste die Antwort als Insubordination auf und bat um Boxer's Rücktritt, welchen Boxer dann auch einreichte. Außerdem kamen Vorwürfe hinzu, Boxer hätte Patente Anderer nur geringfügig geändert und als seine Eigenen Ideen ausgegeben. Dieser Disput wurde in der Öffentlichkeit sowie gerichtlich ausgetragen und beschäftigte auch das Parlament des Vereinigten Königreichs. Boxer verließ die Armee im Dezember 1869 im Rang eines Generalmajors. 1870 veröffentlichte Boxer das Pamphlet Colonel Boxer and the War Office als einseitige persönliche Abrechnung.
Boxers Sohn, Edward William Frederick Boxer, war ein Marineoffizier und starb beim Untergang der HMS Captain im September 1870.

## Erfindungen

### Einstellbarer Zeitzünder für Granaten

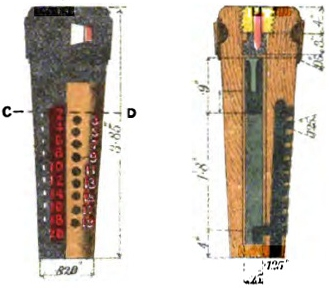
Zeitzünder für Vorderlader

Im Jahre 1849 entwickelte Boxer einen einstellbaren Zeitzünder. Im hölzernen Körper waren eine Säule mit dem Brandsatz sowie zwei mit Pulver gefüllte Kanäle, von denen sich nach außen mehrere nummerierte Öffnungen abzweigten, gebohrt. Die mit Pfeifenton verschlossenen Öffnungen waren nummeriert und entsprechen der Zeit bis zum Auslösen des Zünders. Vor dem Einsetzen des Zünders in die Granate wurde eine dieser Öffnungen angebohrt, so dass nach dem Abbrennen des Satzes bis zur Höhe der betreffenden Öffnung die Flamme über den Feuerleitungskanal direkt zur Sprengladung gelangen konnte. Die Anfeuerung der Brandsatzsäule war durch eine Kappe gesichert, welch vor dem Laden der Granate entfernt werden musste. Die Brandsatzröhre war unten mit den Feuerleitungskanälen verbunden damit sichergestellt war, dass der Zünder nach Erreichen der maximalen Zeit zündet. Der Zünder hatte Kontakt mit der Sprengladung der Granate; die Zündflamme kam aus dem Boden des Zünders heraus und zündete den Sprengstoff.
Um den Zünder für die gewünschte Zeit Einzustellen, musste das entsprechende Loch angebohrt werden. Der Vorgang mit Zünder einstellen und in das Geschoss einsetzen dauert etwa 15 Sekunden.
Der Boxer-Zeitzünder wurde im Jahre 1855 eingeführt. Der Zünder löste viele Probleme in Zusammenhang mit Zeitzündern und verdrängte die bis dahin verwendeten Zeitzünder. Er war zuverlässig und blieb viele Jahre in Dienst.

### Diaphragma-Schrapnell

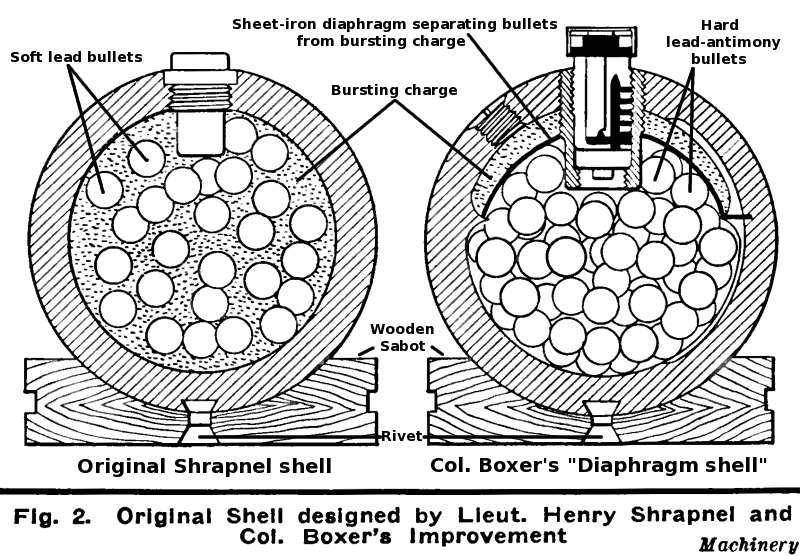

Boxer beschäftigte sich 1849 mit Verbesserungen an Schrapnellgranaten. Nach erfolgreichen Test schlug er im Mai 1852 das Diaphragma-Schrapnell vor. Bei der ursprünglichen Schrapnellgranate waren der die Metallkugeln in den Sprengstoff eingebettet. Dieses führte in manchen Fällen zur vorzeitigen Explosion des Sprengstoffs, da beim Abschuss zwischen den Metallkugeln Reibung entstehen konnte. Boxers Idee war es den Sprengstoff von den Metallkugeln mit einer Zwischenwand (Diaphragma) zu separieren. Der Sprengstoff befand sich nicht im Zentrum, sondern an einer Seite um die Metallkugeln möglichst in eine einheitliche Richtung zu verteilen. Sollbruchstellen in dem Granatenkörper sicherten die Öffnung.
Diese Art der Schrapnellgranaten wurde 1855 eingeführt.

### Fallschirm-Leuchtgranate
Im Jahre 1850 entwickelte Boxer eine Leuchtgranate. Diese bestand aus zwei kugelförmigen Halbschalen aus dünnen Schmiedeeisen. Die untere Halbschale enthielt ein hell brennendes Gemisch aus Salpeter, Schwefel und rotem Auripigment, die obere Halbschale enthielt einen Fallschirm an den die Halbschale mit dem Leuchtsatz mit Ketten befestigt war. Zudem war ein kleiner Sprengsatz mit Zeitzünder zum Zerlegen der Halbschalen verbaut. Die Granate wurde aus einem Mörser abgefeuert; der Zeitzünder sollte dabei so eingestellt werden, dass er zum Zeitpunkt des Erreichens des höchsten Punktes den Sprengsatz zündete. Der Sprengsatz sprengte die äußere Schale auf. Die schwere Halbschale mit dem Leuchtsatz fiel schneller nach unten als der Rest und entfaltete so den Fallschirm. Die Brenndauer betrug 1–3 Minuten.

### Rettungsrakete

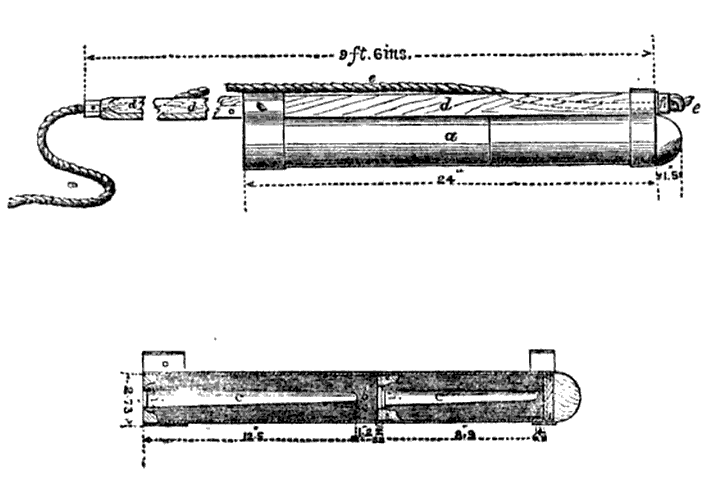
Zweistufige Rettungsrakete

Zu Beginn des Krimkrieges (1853) entwickelte er die Congreve’sche Rakete weiter. Die Verbesserungen hatten jedoch wenig praktischen Nutzen; 1866 zog die Britische Armee Kriegsraketen aus dem Einsatz. Die Rakete wurde hingegen ab den späten 1860er Jahren als ein Rettungsgerät für Seenot geratene Schiffe in Küstennähe verwendet. Mit der Rakete konnte eine Rettungsleine vom Ufer zu dem havarierten Schiff geschossen werden. Es war eine zweistufige Rakete mit einem zentralen Stabilisierungsstab. Boxers Rakete wurde bis in die 1940er Jahre verwendet, danach durch leichtere und portablere Systeme ersetzt.

### Geschoss-Schmierung
Während des Indischen Aufstands von 1857 wurde deutlich, dass die Geschoss-Schmierung bei der Enfield Rifled Musket unzureichend war. In dem heißen Klima schmolz das Talg des Schmiermittels. Boxer schlug eine Schmierung mit reinem Bienenwachs vor.

### Initiierung des Zeitzünders durch Beschleunigung

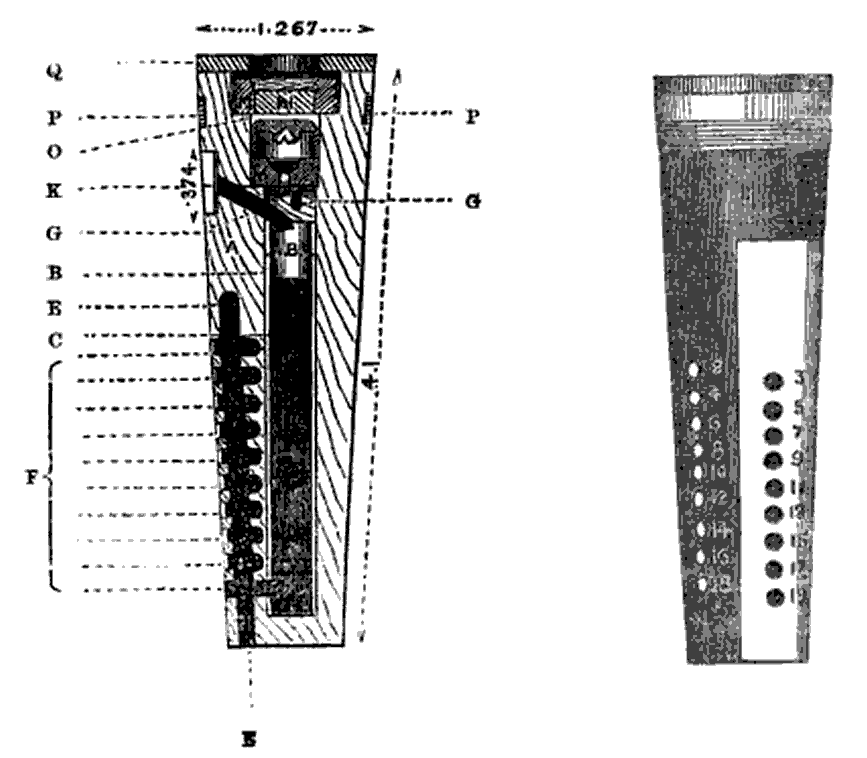
Zeitzünder für Hinterlader

Die technische Entwicklung bei der Artillerie erforderte eine Weiterentwicklung des Zeitzünders was Boxer im Jahre 1863 gelang. Granaten für Vorderlader wurden beim Abschuss initiiert in dem außenliegende und in die Granate führende Lunten von der Explosion der Treibladung angezündet wurden. Die Granaten der Hinterlader dichten das Rohr so gut ab, dass keine Explosionsflamme vorne an den Zünder der Granate kommt. Boxer entwickelte darum eine Initiierung basierend auf dem Massenträgheitsmoment, denn beim Abschuss wird die Granate stark beschleunigt. Im Zünder war ein Gewicht, der Hammer, mit einem Draht aufgehängt. Beim Abschuss riss der Draht und der Hammer schlug auf ein Anzündhütchen, dessen Explosionsflamme den Zeitzünder in Gang setzte. Ein Sicherungsstift, der vor dem Abschuss entfernt werden musste, verhinderte eine unabsichtliche Explosion. Ansonsten entsprach der Zeitzünder im Wesentlichen dem Boxer-Zeitzünder für Vorderlader.

### Zentralfeuerpatrone mit gewickelter Hülse und Boxer-Zündung

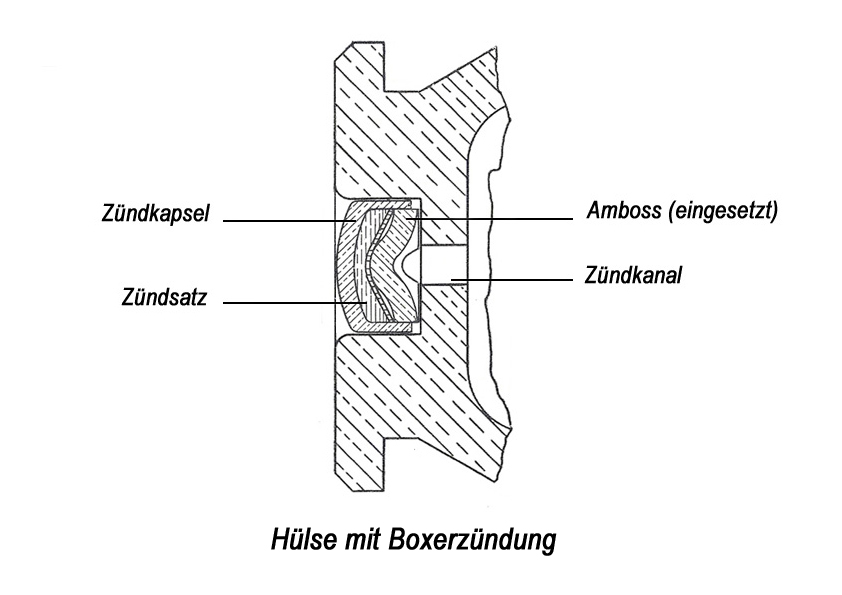
Boxer-Zündung

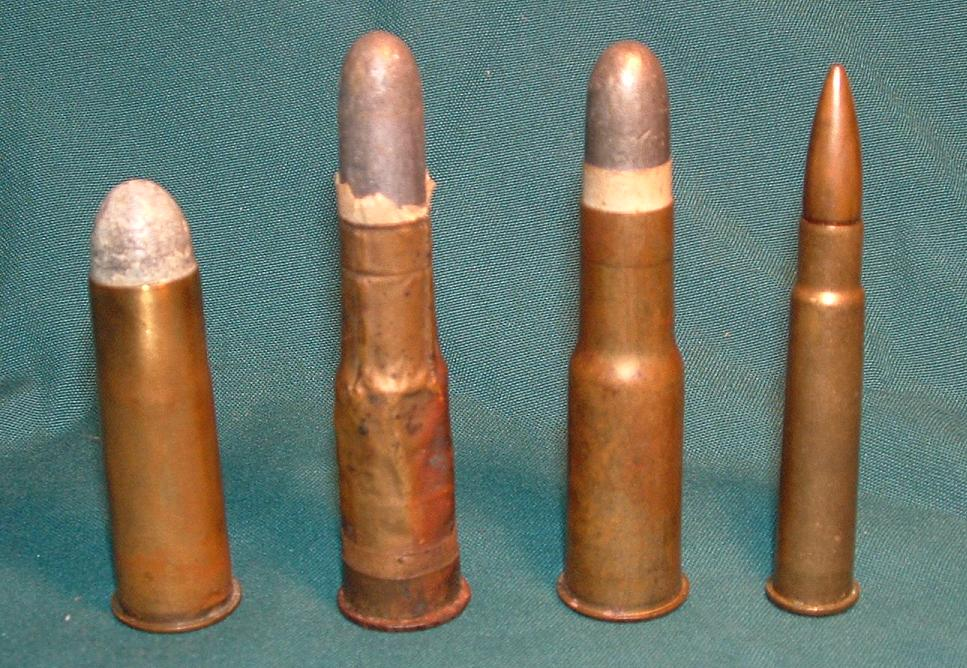
.577 (tiefgezogen), .577/450 (gewickelt), .577/450 (tiefgezogen), .303 British (v. l. n. r.)

1864 fasste die britische Regierung den Entschluss den Vorderlader Enfield Rifled Musket in einen modernen Hinterlader Snider-Enfield Rifle zu aptieren. Boxer entwickelte dafür die .577-Snider-Patrone. Die Hülse der Patrone bestand aus gewickeltem Messingblech, von außen mit Papier beklebt. In den Hülsenboden war die Zentralfeuerzündung mit der Boxerzündung untergebracht. Die Boxer-Zündung sitzt in einer Vertiefung im Patronenboden. Ein konkaves Plättchen fungiert als Widerlager gegen welches der Schlagbolzen den Knallsatz drück. Das Widerlager ist ein integraler Bestandteil des Anzündhütchens. Boxer erwirkte im vereinigten Königreich zwei Patente; Nr. 137 vom 15. Januar 1866 und Nr. 2653 vom 13. Oktober 1866. In den USA ließ er sich die Patrone mit dem Patent 91.818 im Jahre 1869 schützen. Während die gewickelte Hülse nach wenigen Jahren durch eine feste Hülse ersetzt wurde, wird die Boxerzündung immer noch verwendet.

### Hinterlader-Schrapnell

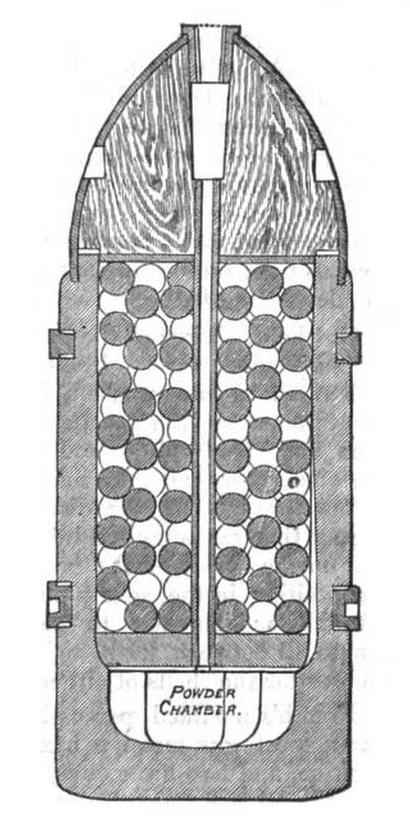
Hinterlader-Schrapnell

Bei der Weltausstellung Paris 1867 wurde Boxer's Entwurf für ein Schrapnell, welches aus einem gezogenen Hinterlader abgefeuert werden konnte, vorgestellt. Die Sprengladung befand sich in Boden der Granate und bewirkte keine zusätzliche Streuung, sondern trieb die Geschosse aus der Granate und gab ihnen so zusätzliche Beschleunigung. Der Funken zur Zündung der Sprengladung kam über eine Röhre von dem Zeitzünder am Kopf („Spit-back“-Prinzip).

## Bibliografie
- Treatise on Artillery, prepared for the use of the Practical Class, Royal Military Academy, 1859
- Memorandum on Shrapnel Shells in: Journal of the Royal Artillery, 1861
- Remarks on the System of Ordnance, 1862
- Colonel Boxer and the War office, 1870